# فاطنة كبوري
فاطنة كبوري (1924، آسفي، المغرب) فنانة تشكيلية مغربية، تعتبر تجربة فريدة في عالم الفن التشكيلي الفطري.

## نبذة عنها
ولدت فاطنة كبوري بقرية صغيرة قرب مدينة آسفي تدعى إثنين الغربية سنة 1924، ومنذ طفولتها بدأت تكتشف الألوان وتحسن بجماليتها، فإضافة إلى طبيعة القرية التي نشأت بها، كانت فاطنة تنسج الزاربي، وهو العمل الذي يتطلب المزج بين ألوان وأشكال متنوعة.
تعتبر رائدةً على صعيد الفن التشكيلي الفطري في العالم العربي حيث بيعت لوحاتها في معارض عالمية وبأسعار نافست أسعار لوحات مشاهير الفن التشكيلي وقد بيعت آخر لوحاتها بمبلغ 420 الف درهم أي 40 الف دولار.
ظلت فاطنة تمارس هذا العمل إلى أن بلغت من العمر 60 سنة، لكن مجرى حياتها تغير عندما اكتشف ابنها الفنان التشكيلي أحمد امجداوي موهبتها في الرسم والتعامل مع الألوان، فشجعها على الرسم، وهكذا بدأت فاطنة في إبراز موهبتها من خلال عدة لوحات قدمتها في أول معرض لها بالرباط سنة 1986.

## نقاد
قال الناقد الفني المغربي سعيد لقبي :
إن رسوماتها تدخل ضمن مدرسة الفن الفطري وأكثر ما يميز رسوماتها هو العيون المفتوحة التي تغزو مفاصل لوحتها ما يمنح المشاهد حالة من النشوة اللونية والفنية.
أُقيم أول معرض لأعمال الحاجة فاطنة في الرباط عام 1986 وكانت حينها في عمر 62 عاما. سنة 1989 أقامت معرضا في الدار البيضاء تلاه آخر في طنجة عام 1990 ثم توالت معارضها في مختلف المدن المغربية لتعود وتنتقل إلى العديد من الدول الأوروبية كفرنسا وألمانيا والبرتغال.وإلى الدول العربية أيضا حيث أقامت معرضا في إمارة الشارقة في الإمارات العربية المتحدة.